# Mohammed Dewji
Mohammed "Mo" Gulamabbas Dewji, född 8 maj 1975 i Ipembe i Singidaregionen i Tanzania, är en tanzanisk affärsman och tidigare politiker.
Mohammed Dewji äger Mohammed Enterprises Tanzania Limited, ett tanzaniskt konglomerat som grundades av hans far på 1970-talet. Mohammed Dewji var parlamentsledamot i Tanzania för partiet Chama Cha Mapinduzi (CCM) mellan 2005 och 2015 för sin hemstad Singida. 
Mohammed Dewji växte upp som näst äldst av sex barn till Gulamabbas Dewji och Zubeda Dewji. Under hans uppväxt expanderade fadern familjens butik till ett framgångsrikt handelsföretag med export och import. Han gick i International School of Tanganyika i Dar es Salaam och gymnasiet Saddle Brook High School i New Jersey i USA. Han utbildade sig därefter i ekonomi- och finansämnen på Georgetown University i Washington, D.C., med en kandidatexamen 1998.
Efter examen återvände Dewji till Tanzania och började arbeta i Mohammed Enterprises Tanzania Limited och blev ekonomichef 2000.
Dewji grundade Mo Dewji Foundation 2014, vilken finansierar utbildningsprojekt, hälsovårdsprojekt och andra utvecklingsprojekt i Tanzania.
Mohammed Dewji är sedan 2001 gift med Saira Dewji och har tre barn.